# Чайка (Варненская область)
Чайка (болг. Чайка) — село в Болгарии. Находится в Варненской области, входит в общину Провадия. Население составляет 94 человека.

## Политическая ситуация
Чайка подчиняется непосредственно общине и не имеет своего кмета.
Кмет (мэр) общины Провадия — Георги Стоянов Янев (ДНГ) по результатам выборов в правление общины.